# أندرياس هورفاث
أندرياس هورفاث (بالمجرية: Horváth András)‏ (6 أغسطس 1980 في المجر - ) هو لاعب كرة قدم مجري في مركز الوسط. شارك مع منتخب المجر تحت 21 سنة لكرة القدم ومنتخب المجر لكرة القدم. أما مع النوادي، فقد لعب مع زالايغيرزيغي تورنا إغيليت وSoproni VSE ‏ وزومباثلي هالاداس ‏ وFC Sopron ‏ وASD Città di Gallipoli ‏.

## وصلات خارجية
- أندرياس هورفاث على موقع قاعدة بيانات كرة القدم.إي يو (الإنجليزية)
- أندرياس هورفاث على موقع ناشيونال فوتبول تيمز (الإنجليزية)